# Hits (álbum de Dominó)
Hits é a primeira compilação do grupo de música pop brasileiro Dominó. O lançamento ocorreu em meados de 1989, pela gravadora Discos CBS com qual o grupo gravou todos os seus discos até o ano mencionado.
Alguns veículos de imprensa divulgaram que a lista de faixas incluiria 16 canções do catálogo do grupo. No entanto, a edição final que foi lançada contou com apenas 12 faixas, sem músicas inéditas. Outro detalhe notável é que foi o primeiro disco a ser lançado após a saída de Nil, que saiu do grupo para iniciar carreira solo como cantor.
O repertório inclui faixas dos quatro primeiros álbuns autointitulados do Dominó. Do álbum de 1985, foram escolhidas as canções: "Ela Não Gosta de Mim", "Companheiro" e "Ainda Sou Você". As faixas "Guerreiros", "Jura de Amor" e "Amor e Música" são do segundo disco, lançado em 1986. Representando o álbum de 1987 estão as faixas ""P" da Vida", "Manequim", "Medusa". Do último disco com o quarteto da formação original estão: "Bruta Ansiedade", "Com Todos Menos Comigo" e "As Palavras" (com participação especial de Angélica).
Comercialmente, tornou-se mais um sucesso para o grupo. Segundo o jornal Correio Braziliense, em poucos meses após o seu lançamento as vendas atingiram cerca de 200 mil cópias, o que o tornou elegível a um disco de ouro. Enquanto estavam acompanhando o processo de mixagem do álbum Dominó de 1990, na Espanha, o grupo recebeu das mãos do produtor Oscar Gomez um disco de platina pelas vendas de mais de 250 mil cópias no Brasil.
Apesar do sucesso o álbum não foi lançado no formato CD, nem está disponível para download digital ou streaming. Duas coletâneas seriam lançadas em CD posteriormente, as intituladas 20 Super Sucessos e Brilhantes (1999).

## Lista de faixas
Créditos adaptados do encarte do LP Hits, de 1989.
| Lado A         |                                                   |                                            |                                                  |         |  |
| N.º            | Título                                            | Compositor(es)                             | Nota                                             | Duração |  |
| 1.             | ""P" da Vida"                                     | Lucio Dalla, versão de Edgard Poças        | Versão de "Tutta La Vita" de Lucio Dalla.        | 3:59    |  |
| 2.             | "Jura de Amor"                                    | Mariano Pérez, Edgard Poças                |                                                  | 4:01    |  |
| 3.             | "Ela Não Gosta de Mim"                            | Alice May, versão de Edgard Poças          | Versão de "Standing in the Twilight" de Maywood. | 3:39    |  |
| 4.             | "As Palavras" (participação especial de Angélica) | Fernando de Diego, versão de Edgard Poças  | Versão de "Las Palabras" de Mocedades.           | 3:33    |  |
| 5.             | "Guerreiros"                                      | José Luis Perales, versão de Edgard Poças  | Versão de "Los Guerrreros" de José Luis Perales. | 3:43    |  |
| 6.             | "Bruta Ansiedade"                                 | Javier Losada, Daniel Maroto, Edgard Poças |                                                  | 3:28    |  |
| Duração total: | Duração total:                                    | Duração total:                             | Duração total:                                   | 21:03   |  |

| Lado B         |                          |                                                                          |                                                    |         |  |
| N.º            | Título                   | Compositor(es)                                                           | Nota                                               | Duração |  |
| 1.             | "Com Todos Menos Comigo" | Guido Vitale, versão de Edgard Poças                                     | Versão de "Con Todos Menos Conmigo" de Timbiriche. | 3:45    |  |
| 2.             | "Companheiro"            | Loris Ceroni, N. Lelli, Enrique Del Pozo, versão de Edgard Poças         | Versão de "Camarero" de Enrique Del Pozo.          | 3:32    |  |
| 3.             | "Manequim"               | Juan Carlos Nieto, Edgard Poças                                          |                                                    | 4:07    |  |
| 4.             | "Amor e Música"          | Mariano Pérez, Javier Losada, Luis Gomes Escolar, versão de Edgard Poças | Versão de "La Musica" de Mocedades.                | 3:29    |  |
| 5.             | "Medusa1"                | Roger Cook, Roger Greenaway, versão de Edgard Poças                      | Versão de "My Baby Loves Lovin'" de White Plains.  | 3:21    |  |
| 6.             | "Ainda Sou Você"         | Carlos Garcia Berlanga, Ignacio Canut, versão de Paulo Camargo           | Versão de "Ni Tu Ni Nadie" de Alaska y Dinarama.   | 3:34    |  |
| Duração total: | Duração total:           | Duração total:                                                           | Duração total:                                     | 20:68   |  |

- 1 Errata: Na contracapa do LP, a canção "Medusa" aparece escrita com "z", o correto é com "s" como na contracapa do álbum de 1987

## Créditos (capa)
Créditos adaptados do encarte do LP Hits, de 1989.
- Foto: Sergio Saraiva
- Direção de Arte: Carlos Nunes
- Arte: Julio Lapenne

## Certificações e vendas
| Região | Certificação | Vendas certificadas |
| ------ | ------------ | ------------------- |
| Brasil | Platina      | 250,000             |